# Crotalaria leandriana
Crotalaria leandriana är en ärtväxtart som beskrevs av M. Peltier. Crotalaria leandriana ingår i släktet sunnhampor, och familjen ärtväxter. Inga underarter finns listade i Catalogue of Life.